# Неофобия
Неофобия (нарича се още кайнофобия) е натрапчив страх от нови неща и преживявания.
В психологията се определя като необичаен страх от всичко ново. В по-леката си форма се проявява като нежелание да се опитват нови неща или да се наруши стандартната рутина. Тази лека форма често се проявява у деца, които не искат частта от света, която те „познават“, да бъде променена, и възрастни, които не искат да нарушат установените си навици.
В биомедицински аспект неофобията често се свързва с вкусовите сетива. Хранителната неофобия е важен дял от педиатрията.
Неофобията нерядко се среща при застаряващи животни, въпреки че и апатия също може да е причината за липса на желание за разузнаване.
Робърт Антън Уилсън твърди в своята книга „Въздигането на Прометей“, че неофобията е инстинктивна у хората, след като станат родители и започнат да отглеждат деца. Възгледите на Уилсън върху неофобията са предимно негативни, защото той твърди, че тя е причината човешката култура и идеи да не се развиват толкова бързо, колкото технологията ни. В примера си той включва идея от „Структура на научните революции“ на Томас Кун, която твърди, че новите идеи, без значение колко добре доказани са, са възприети само когато поколенията, които те смятат за нови, умрат и бъдат заместени от тези, които ги приемат за стари и вече възприети.